# Glycyphana gracilis
Glycyphana gracilis är en skalbaggsart som beskrevs av K. Sawada 1942. Glycyphana gracilis ingår i släktet Glycyphana och familjen Cetoniidae. Inga underarter finns listade i Catalogue of Life.